# Fédération nationale indépendante des mutuelles
Vous pouvez aider à l'améliorer ou bien discuter des problèmes sur sa page de discussion.
- Il ne cite pas suffisamment ses sources. Vous pouvez indiquer les passages à sourcer avec {{référence nécessaire}} ou {{Référence souhaitée}}, et inclure les références utiles en les liant aux notes de bas de page. (Marqué depuis août 2024)
- Son texte doit être wikifié : il ne correspond pas à la mise en forme Wikipédia (style, typographie, liens internes, liens entre les wikis, etc.). (Marqué depuis août 2024)
- Son ton est trop promotionnel ou publicitaire, voire hagiographique. Le texte doit adopter un ton neutre et encyclopédique. (Marqué depuis août 2024)

- Archive Wikiwix
- Bing
- Cairn
- DuckDuckGo
- E. Universalis
- Gallica
- Google
- G. Books
- G. News
- G. Scholar
- Persée
- Qwant
- (zh) Baidu
- (ru) Yandex
- (wd) trouver des œuvres sur Wikidata

La Fédération nationale indépendante des mutuelles (FNIM) est une organisation de défense et de représentation des mutuelles indépendantes. Elle se donne pour mission de défendre les mutuelles (de livre II ou III) qui n'ont pas, selon elle, les possibilités de faire valoir réellement leurs positions et la réalité de leurs activités.

## Histoire
Devenue la Fédération Nationale Indépendante des Mutuelles en 2006 (précédemment Interprofessionnelle), la FNIM a été créée le 13 mars 1989 par deux unions de mutuelles conformément à la législation de l’époque : l'union de mutuelles interprofessionnelles du Nord-Pas-de-Calais (l’UNIM) et l'union de mutuelles étudiantes (l’UITSEM).
Elle est présidée par Pierre-Édouard Magnan depuis 2024.
Afin de mieux représenter les mutuelles de proximité, la FNIM s'est dotée en septembre 2014 de deux unions de groupe mutualiste (UGM).
- UGM ACS pour offrir aux mutuelles la possibilité d'être représentées à l'appel d'offres ACS (Aide à la Complémentaire Santé) en 2015. Proxime santé a été sélectionnée à l’issue de cette procédure (Arrêté du 10 avril 2015 paru au Journal officiel du 11 avril 2015). Elle a donc mis à la disposition des assurés sociaux bénéficiaires de l’ACS,  une complémentaire santé.
- UGM Opéra pour offrir un soutien opérationnel aux mutuelles et les aider à répondre aux exigences réglementaires

## Mission et philosophie
La mission de la FNIM est de défendre les intérêts collectifs, moraux et matériels, assurer la représentation et faciliter les activités des mutuelles indépendantes.
Sa vocation principale est de défendre les intérêts de ses adhérents en tant qu’entreprises mutualistes.
La FNIM se donne pour mission : 
- de défendre le pluralisme mutualiste en favorisant le développement de ses adhérents ;
- de ne jamais être en concurrence avec ses propres membres ;
- de prendre toujours des positions dans l’intérêt direct de ses adhérents.

Outre des actions menées en fonction de l’actualité auprès des Pouvoirs publics, la FNIM est représentée et agit dans les instances suivantes :
- UNOCAM,
- Conseil Supérieur de la Mutualité,
- Conseil de Surveillance de la CNAMTS,
- Comité Régional de Coordination de la Mutualité,
- Commission des Comptes de la Santé,
- Conseil de surveillance du Fonds CMU…

## Activité de lobbying

### Auprès de l'Assemblée nationale
La FNIM est inscrite comme représentant d'intérêts auprès de l'Assemblée nationale. Elle déclare à ce titre en 2014, un budget global de 954 000 euros, et indique que les coûts annuels liés aux activités directes de représentation d'intérêts auprès du Parlement s'élèvent à 60 000 euros.

## Partenariats
La FNIM a conclu le 22 juin 2007 une convention de partenariat avec la Voix De l’Enfant afin de participer à la création de permanences et d’unités d’accueil médico-judiciaire en milieu hospitalier pour les enfants victimes de violences sexuelles et/ou de mauvais traitements.
La FNIM a signé le  16 décembre 2009 une charte avec la Chambre Syndicale du Courtage d’Assurance qui garantit le respect des bonnes pratiques entre les deux professions.
La fédération a signé également un partenariat historique avec l'UNMI - http://www.unmi.eu/

## Quelques chiffres
- Organismes (Mutuelles et Unions) fédérés : 35 environ
- Personnes protégées : 1,5 million
- Nombre d’administrateurs : 22
- Nombre de membres du Bureau : 8
- Cotisation unique : 1,36 euro seulement par chef de famille au 1er janvier 2015 (0,43 ‰ du plafond mensuel de la Sécurité sociale par chef de famille). Pour les mutuelles étudiantes, la cotisation est fixée à 0,215 ‰ du PMSS, soit 0,68 € par chef de famille au 1er janvier 2015
- Répartition géographique des mutuelles de la FNIM : France métropolitaine et DOM-TOM

## Publications
La FNIM édite un bulletin bimestriel, L’indépendant mutualiste, diffusé à 1 500 exemplaires. 
Elle dispose également d’un site Web : www.fnim.fr.
La FNIM a fait l'objet d'une thèse pour le doctorat de Sciences économiques - Histoire économique, intitulée : "La nouvelle mutualité" Utopie ou refondation ? Essai d'analyse de la gouvernance de la FNIM, présentée et soutenue le 2 décembre 2009 par Philippe NASZALYI.